# Eucoleus dispar
Espèce
Synonymes
- Trichosoma dispar Dujardin, 1845 (protonyme)
- Capillaria dispar (Dujardin, 1845)

Eucoleus dispar est une espèce de nématodes de la famille des Capillariidae, parasite d'oiseaux.

## Hôtes
Eucoleus dispar parasite de nombreuses espèces d'oiseaux, notamment des phasianidés et des rapaces diurnes et nocturnes, mais aussi passereaux et anatidés :
- Autour des palombes (Accipiter gentilis)
- Buse variable (Buteo buteo)
- Buse féroce (Buteo rufinus)
- Caille des blés (Coturnix coturnix)
- Canard colvert (Anas platyrhynchos) domestique
- Chouette rayée (Strix varia)
- Corbeau freux (Corvus frugilegus)
- Corneille mantelée (Corvus cornix)
- Corneille noire (Corvus corone)
- Épervier d'Europe (Accipiter nisus)
- Étourneau sansonnet (Sturnus vulgaris)
- Faisan de Colchide (Phasianus colchicus)
- Faucon crécerelle (Falco tinnunculus)
- Faucon émerillon (Falco columbarius)
- Faucon hobereau (Falco subbuteo)
- Faucon pèlerin (Falco peregrinus)
- Faucon sacre (Falco cherrug)
- Geai des chênes (Garrulus glandarius)
- Hibou des marais (Asio flammeus)
- Hibou moyen-duc (Asio otus)
- Milan noir (Milvus migrans)
- Nyctale de Tengmalm (Aegolius funereus)
- Perdrix choukar (Alectoris chukar)
- Perdrix gambra (Alectoris barbara)
- Perdrix grise (Perdix perdix)
- Phragmite des joncs (Acrocephalus schoenobaenus)
- Pie bavarde (Pica pica)
- Tétraogalle de l'Altaï (Tetraogallus altaicus)
- Tétraogalle de l'Himalaya (Tetraogallus himalayensis)
- Grand Tétras (Tetrao urogallus)

## Taxinomie
L'espèce est décrite en 1845 par le biologiste français Félix Dujardin, sous le protonyme Trichosoma dispar, d'après des spécimens trouvés dans l'œsophage d'un Faucon hobereau (Falco subbuteo). En 1915, le zoologiste brésilien Lauro Pereira Travassos place l'espèce dans le genre Capillaria (sous-genre Thominx), puis en 1947, le parasitologiste espagnol Carlos Rodríguez López-Neyra déplace l'espèce dans le genre Eucoleus,.

## Annexes

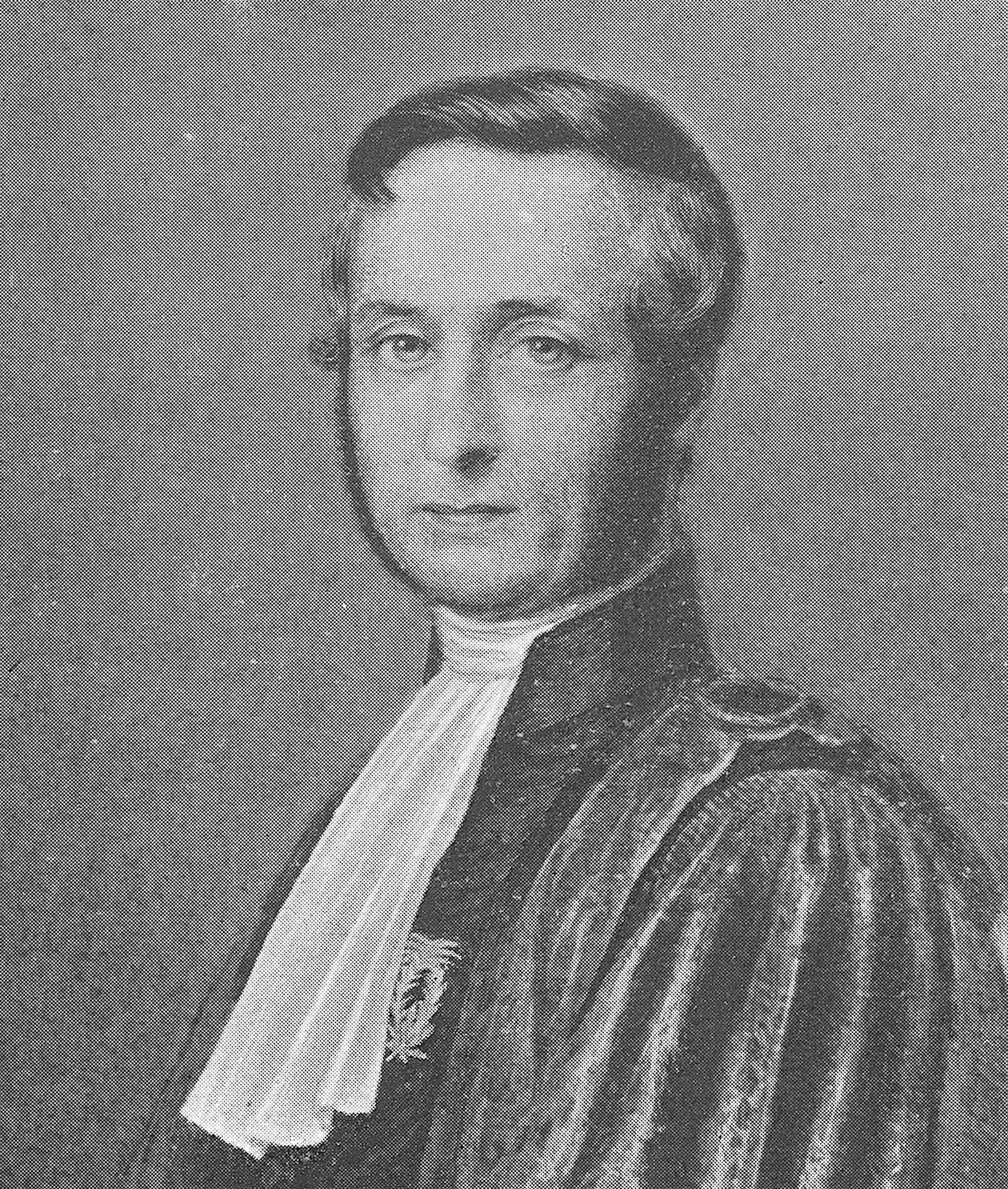
Félix Dujardin, descripteur original de l'espèce.